# Hospital Uyapar
El Hospital Uyapar  es el nombre que recibe un centro de salud público localizado en la ciudad de Puerto Ordaz, ciudad que forma parte de la conurbación de Ciudad Guayana, al norte del Estado Bolívar, en la región de Guayana y al sur de Venezuela.
Se trata de uno de los hospitales más importantes de la ciudad y uno de los que depende del Instituto Venezolano de los Seguros Sociales (IVSS), un organismo dependiente del Ministerio del Poder Popular para la Salud de Venezuela.